# Caroline de la Motte Fouqué

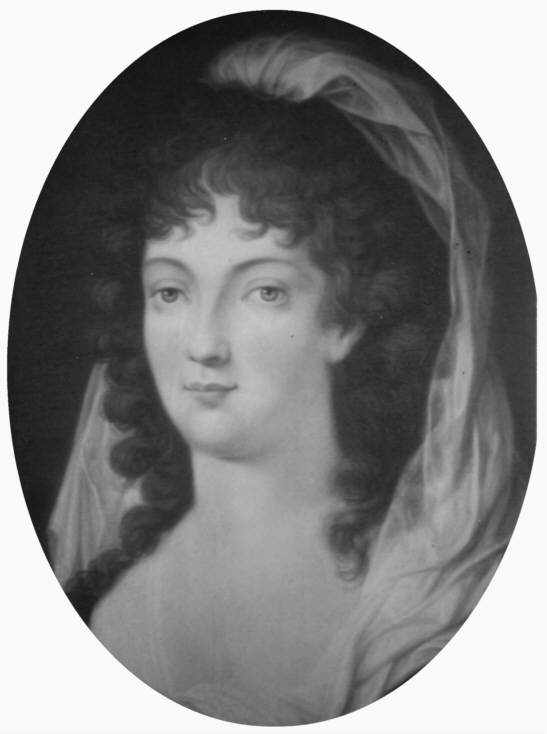
Caroline de la Motte Fouqué, um 1800

Caroline Philippine von Briest, besser bekannt als Caroline Philippine de la Motte Fouqué (* 7. Oktober 1773 in Berlin; † 20. Juli 1831 auf Gut Nennhausen bei Rathenow), war eine deutsche Schriftstellerin und Salonière der Romantik.

## Leben und Wirken
Caroline von Briest war das einzige Kind des märkischen Gutsbesitzers Philipp von Briest (* 3. Oktober 1749; † 7. Januar 1822) und dessen erster Ehefrau Caroline, geborene von Zinnow (* 18. Juli 1752; † 7. März 1800). Sie wuchs auf Schloss Nennhausen bei Rathenow in der Mark Brandenburg auf, erhielt Privatunterricht und hatte eine französische Gouvernante.
Am 20. Dezember 1791 wurde sie mit dem Offizier und späteren Ehrendomherrn zu Minden Friedrich Ehrenreich Adolf Ludwig von Rochow (1770–1799) verheiratet, die Ehe scheiterte. Noch vor der Scheidung erschoss sich ihr Ehemann wegen Spielschulden. Am 9. Januar 1803 heiratete sie in zweiter Ehe den geschiedenen Schriftsteller Friedrich Baron de la Motte Fouqué (1777–1843), einen Sohn von Heinrich August Karl Baron de la Motte Fouqué und der Marie Luise von Schlegell. Das spätere Leben fand zwischen Nennhausen und Berlin statt. Sie nahm am höfischen Leben teil und unterhielt dort auch einen literarischen Salon.

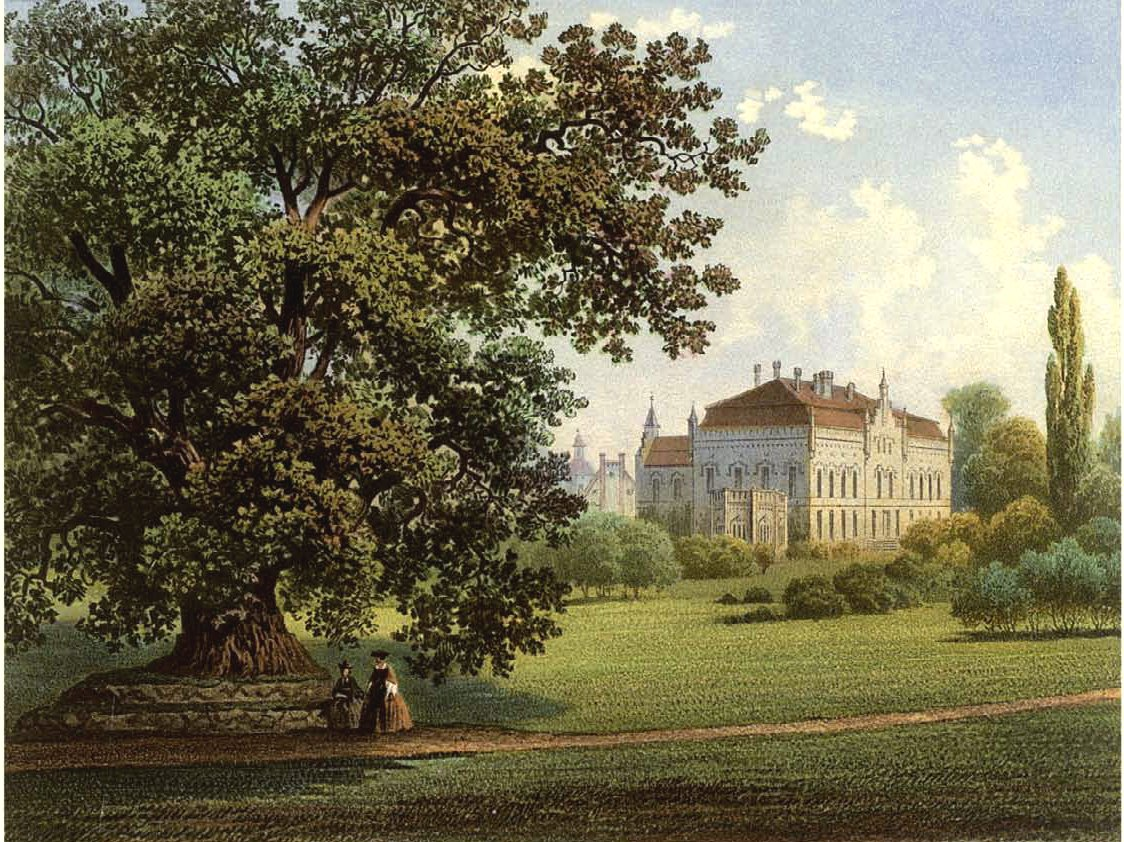
Schloss Nennhausen (nach der neugotischen Umgestaltung von 1859–1861), Sammlung Alexander Duncker

Während der Sommermonate wurde das Gut Nennhausen zu einem intellektuellen Zentrum, das von zahlreichen adligen und bürgerlichen Literaten aufgesucht wurde, unter anderen Adelbert von Chamisso, Joseph von Eichendorff, Karl August Varnhagen von Ense, Rahel Varnhagen von Ense, August Wilhelm Schlegel und E. T. A. Hoffmann. Madame de la Motte Fouqué schrieb Romane, Erzählungen, Novellen und anderes. 1812 und 1813 gab sie mit Amalie von Hellwig zwei Jahrgänge eines Taschenbuchs der Sagen und Legenden heraus.
Am 21. August 1831 starb Caroline Philippine de la Motte Fouqué in Nennhausen und wurde im Park des Schlosses beerdigt. Caroline de la Motte Fouqué teilte mit ihrem Mann das Schicksal, ihren eigenen Ruhm überlebt zu haben.
Caroline de la Motte Fouqué war eine Ururenkelin des Landrats Jakob Friedrich von Briest (1624–1689), von dem es in Theodor Fontanes Roman Effi Briest heißt, er sei jener Briest, „der am Tag vor der Fehrbelliner Schlacht den Überfall von Rathenow ausführte“. In den Wanderungen durch die Mark Brandenburg, Band Das Oderland, bezieht sich Fontane im Kapitel „Das Pfulenland“, auf das durch ihren Enkelsohn Gustav von Pfuel errichtete Schloss Wilkendorf und die dort hängenden Porträts der „alten, nun ausgestorbenen Briest’schen Familie“. Fontane verweist ausdrücklich auf Nennhausen und die militärischen Leistungen, die der Landrat von Briest „auf Nennhausen im Havelland“ dem Großen Kurfürsten erbrachte, bevor er mit dem Gut belehnt wurde.
Siehe auch: Effi Briest als Mitglied der realen Familie von Briest

## Nachkommen
Aus der Ehe mit dem Gutsbesitzer Friedrich Ehrenreich Adolf Ludwig von Rochow, die allen Berichten zufolge unglücklich verlief, gingen drei Kinder hervor:
- Gustav (1792–1847), preußischer Minister
- Theodor (1794–1854), preußischer Generalleutnant und Gesandter in Sankt Petersburg ⚭ Mathilde Elisabeth Gräfin von Wartensleben (1798–1874), eine Schwester von Gustav von Wartensleben
- Klara (1796–1865), der Vater soll aller Wahrscheinlichkeit nach der Graf von Lehndorff sein ⚭ Friedrich Heinrich Ludwig von Pfuel.

Die Ehe mit dem Schriftsteller Friedrich de la Motte Fouqué verlief allen Berichten zufolge harmonisch; aus ihr ging die Tochter Marie Luise Caroline (1803–1864) hervor.

## Name in verschiedenen Lebensphasen
- 1773–1791: Caroline Philippine von Briest
- 1791–1803: Caroline Philippine von Rochow; seit 1799 Witwe
- 1803–1831: Caroline Philippine Baronin de la Motte Fouqué

## Werke
| - 1806 Drei Mährchen. Wittich, Berlin (unter Pseud. 'Serena') - 1807 Roderich. Ein Roman in zwei Theilen. Verlag Julius Eduard Hitzig, Berlin (Digitalisat der Berliner Ausgabe 2013 auf Zeno.org). - 1810 Die Frau des Falkensteins. Ein Roman in zwei Bänden. Hitzig, Berlin (1. Bd. als Digitalisat und Volltext im Deutschen Textarchiv; 2. Bd. als Digitalisat und Volltext im Deutschen Textarchiv) - 1811 Briefe über Zweck und Richtung weiblicher Bildung. Eine Weihnachtsgabe. (Auch unter dem Titel: Taschenbuch für denkende Frauen für 1811.) - 1812 Magie der Natur. Eine Revolutions-Geschichte. In: Kleine Romanenbibliothek von und für Damen. Ferdinand Dümmler, Berlin (Digitalisat und Volltext im Deutschen Textarchiv) - 1812 Briefe über die griechische Mythologie für Frauen. - 1813 Ruf an die deutschen Frauen. - 1813 (Mitautorin): Dramatische Dichtungen für Deutsche. (Auch unter dem Titel: Neue vaterländische Schauspiele.) - 1814 Feodora. Roman in drei Bänden. - 1814 Ueber deutsche Geselligkeit in Antwort auf das Urtheil der Frau von Stael. Wittich, Berlin (Digitalisat und Volltext im Deutschen Textarchiv) - 1814 Der Spanier und der Freiwillige in Paris. Eine Geschichte aus dem heiligen Kriege. Nikolaische Buchhandlung, Berlin (Digitalisat der Berliner Ausgabe 2013 auf Zeno.org). - 1815 Edmunds Wege und Irrwege. Ein Roman aus der nächsten Vergangenheit. In drei Bänden. - 1816 Das Heldenmädchen aus der Vendée. Roman in zwei Bänden. - 1817 Neue Erzählungen. | - 1818 Frauenliebe. Ein Roman in drei Büchern. - 1818 Die früheste Geschichte der Eelt. Ein Geschenk für Kinder. In drei Bänden. - 1820 Ida. Roman in drei Bänden. - 1820 Lodoiska und ihre Tochter. Roman in drei Bänden. - 1821 Die blinde Führerin. Roman. - 1821 Heinrich und Marie. Roman in drei Bänden. - 1822 Briefe über Berlin, im Winter 1821. - 1822 Vergangenheit und Gegenwart. Ein Roman in einer Sammlung von Briefen. - 1822 Die Herzogin von Montmorency. Roman in drei Bänden. - 1823 Die Vertriebenen. Eine Novelle aus der Zeit der Königin Elisabeth von England, in drei Bänden - 1824 Neueste gesammelte Erzählungen. Zwei Bände. Schlesinger, Berlin (darin u. a.: Der Zweikampf. Die drei Wanderer. Der letzte der Paläologen. Ottile. Der Maltheser.) - 1824 Die beiden Freunde. In drei Bänden - 1825 Bodo von Hohenried. - 1826 Die Frauen in der großen Welt. Bildungsbuch beim Eintritt in das gesellige Leben. Schlesinger, Berlin (Digitalisat und Volltext im Deutschen Textarchiv) - 1829 Resignation. Ein Roman. Verlag Friedrich Wilmans, Frankfurt am Main (Digitalisat der Berliner Ausgabe 2013 auf Zeno.org). - Resignation. Roman. Frankfurt a. M., 1829 |

## Briefwechsel / Schriften
- „Blätter öffentlich in die Welt.“ Caroline de la Motte Fouqué und Sophie Tieck-Bernhardi-von Knorring. Hrsg. Wolfgang de Bruyn, Barbara Gribnitz. Wehrhahn Verlag, Hannover 2011, ISBN 978-3-86525-195-4.
- Caroline de la Motte Fouqué: Frauenliebe. Hrsg. Thomas Neumann. Norderstedt 2016.
- Reise-Erinnerungen von Friedrich de la Motte Fouqué und Caroline de la Motte Fouqué, geb. von Briest. Hrsg. Christoph F. Lorenz. Zwei Teile in einem Band, Georg Olms Verlag, Hildesheim u. a. 2023.